# Asmus Werner
Asmus Thomas Theodor Ulrich Werner (* 27. November 1937 in Stettin; † 11. Januar 2024) war ein deutscher Architekt, Stadtplaner und Hochschullehrer.
Zu seinen bekanntesten Bauten gehören die Martin-Luther-King-Kirche in Hamburg, das Rathaus am Binnenhafen in Husum und das Zeltdach der Radrennbahn Stellingen im Sportpark Eimsbüttel. Asmus Werner entwarf auch das Entwicklungskonzept für die Speicherstadt im Hamburger Hafen und die Flugzeug-Lackierhalle des Flughafens Hamburg.

## Leben
Der Sohn eines Gold- und Silberschmiedemeisters und einer Schneiderin und Grafikerin wuchs mit zwei jüngeren Brüdern zunächst in Güstrow in Mecklenburg auf. 1945 floh die Familie nach Mecklenburg, kehrte nach dem Krieg aber nach Güstrow zurück. Nach dem Abitur studierte Werner von 1956 bis 1964 Architektur an der Technischen Universität Berlin, währenddessen erfolgten studentische Mitarbeiten bei Projekten von Architekten und Hochschullehrern (Willy Kreuer), in Großbritannien und in Berlin sowie ein einjähriger Studienaufenthalt in Delft. Nach der 1964 bestandenen Diplom-Hauptprüfung übernahm er selbständige Tätigkeiten als Architekt in Hamburg und Berlin. 1968 erfolgte die Gründung des Architekturbüros PWW mit Dieter Patschan und Bernhard Winking. Ab 1985 betrieb er ein eigenes Atelier in Hamburg. Von 1988 bis 2011 beteiligte er sich an Architektenbüros in Partnerschaften mit Sven Silcher und Norbert Redante in Hamburg (ASW). Von 1990 bis 2000 war er Mitglied der „Gruppe 5 + 1“ (Städtebauliches Beratungsgremium in Güstrow). Von 1993 bis 2005 wirkte er als Professor für Entwurf und Baukonstruktion an der Hochschule für bildende Künste Hamburg (HfbK). Daneben hielt er Vorlesungsreihen in Newcastle upon Tyne, in Sydney sowie an der Universität von Tasmanien.
Asmus Werner war verheiratet mit der Architektin Evgenia Werner, geborene Tzavara (* 1943). Aus der Ehe gingen der Sohn Gregor Werner (* 1974, Architekt) und die Tochter Elena Tzavara (* 1977, Opernregisseurin und Kulturmanagerin) hervor.

## Wirken
Werner nannte nordische Architekten und insbesondere den Finnen Alvar Aalto als Vorbilder. Bekannt wurde Werner durch freischwingende Dachkonstruktionen wie das Zeltdach der Radrennbahn Stellingen im Sportpark Eimsbüttel in Hamburg, mit 6.700 Quadratmetern Fläche eines der größten Einzelmembrandächer Europas. Auch das 3.400 Quadratmeter große Glasdach über dem Zentralen Omnibusbahnhof Hamburg geht auf seinen Entwurf zurück. Zahlreiche expressive Backsteinbauten wie die Christuskirche in Wedel-Schulau oder das Rathaus in Wedel entstanden unter seiner Federführung. Außerdem machte sich Werner durch Wohnungsbauprojekte in Berlin und Werder an der Havel sowie mit Stadtgestaltungen (Hamburg, Güstrow, Wulfen) einen Namen.

## Mitgliedschaften, Auszeichnungen
- Mitglied im Vorstand der Alvar-Aalto-Gesellschaft Deutschland-Schweiz-Österreich[12]
- Mitglied der Freien Akademie der Künste zu Hamburg[13]
- 1982: BDA-Preis für das Institut für Allgemeine Botanik (PWW) in Hamburg-Klein-Flottbek
- 1989: BDA-Preis Schleswig-Holstein für das Rathaus Husum am Binnenhafen[14]
- 2006: Outstanding Structure Award der International Association for Bridge and Structural Engineering (IABSE) für den ZOB Hamburg[15]
- ab 1972 weitere Auszeichnungen u. a. durch den Bund Deutscher Architekten, den Architekten- und Ingenieurverein Hamburg sowie Landesregierungen für Planungen und Bauten in Hamburg, Schleswig-Holstein und Nordrhein-Westfalen

## Bauten und Entwürfe (Auswahl, allein und in Partnerschaften)

### 1968–1985
- Wettbewerbsentwurf, Masterplan und Bauten im Zentrum der Neuen Stadt Wulfen
- Wettbewerbsentwürfe für die Rathäuser in Wedel und Husum
- Städtebauliche Planung des Berufsschulzentrums Hamburg-Wilhelmsburg, einschließlich des Baus der Gewerbeschule 17 für Metallbau und Kfz-Technik
- Neubau bzw. Erweiterung von Evangelischen Gemeindezentren in den Hamburger Stadtteilen Farmsen, Steilshoop, Bramfeld, Fuhlsbüttel und der Christuskirche Schulau in Wedel[16]
- Wohnanlage der Stiftung Anscharhöhe in Hamburg (PWW)[17]
- Dienstgebäude der Landeszentralbank in Hamburg-Harburg
- Gesundheitsamt des Landkreises Unna in Unna
- Neugestaltung des Jungfernstiegs in Glückstadt mit Wohnungsbau

### 1985–1988
- Konzept zur Neugestaltung der östlichen Innenstadt von Hamburg[18]
- Städtebaulicher und architektonischer Rahmenplan für die Mönckebergstraße in Hamburg[18]
- Umbau der Mönckebergstraße mit Neugestaltung verschiedener Geschäftshäuser[18]

### 1988–2011
- Logistik-Halle und Abfüll-Anlage der Bavaria-St. Pauli-Brauerei in Hamburg[19]
- Radrennbahn Stellingen in Hamburg (in Kooperation mit Schlaich Bergermann Partner Ingenieure)[5]
- Zentraler Omnibusbahnhof (ZOB) in Hamburg (in Kooperation mit Schlaich Bergermann Partner Ingenieure)[10]
- Städtebauliches und architektonisches Entwicklungskonzept für die Speicherstadt im Hamburger Hafen (in Vorbereitung auf das Bewerbungsverfahren als UNESCO-Weltkulturerbe; 2015 erfolgreich abgeschlossen)[6]
- Heizkraftwerk Moorburg in Hamburg-Moorburg (in Kooperation mit Arcus-Cottbus)[20]
- Rudolf-Roß-Gesamtschule in Hamburg[19]
- Hotel Zollenspieker Fährhaus in Hamburg-Bergedorf